# Juranšćina
 Juranšćina  falu Horvátországban Krapina-Zagorje megyében. Közigazgatásilag Zlatarhoz  tartozik.

## Fekvése
Krapinától 20 km-re délkeletre, községközpontjától 7 km-re északkeletre a Horvát Zagorje területén az Ivaneci-hegység déli lejtőin fekszik.

## Története
A településnek 1857-ben 272, 1910-ben 465 lakosa volt. Trianonig Varasd vármegye Zlatari járásához tartozott. 
A falunak 2001-ben 192 lakosa volt.

## Népessége
| Lakosság változása | Lakosság változása | Lakosság változása | Lakosság változása | Lakosság változása | Lakosság változása | Lakosság változása | Lakosság változása | Lakosság változása | Lakosság változása | Lakosság változása | Lakosság változása | Lakosság változása | Lakosság változása | Lakosság változása | Lakosság változása |
| ------------------ | ------------------ | ------------------ | ------------------ | ------------------ | ------------------ | ------------------ | ------------------ | ------------------ | ------------------ | ------------------ | ------------------ | ------------------ | ------------------ | ------------------ | ------------------ |
| 1857               | 1869               | 1880               | 1890               | 1900               | 1910               | 1921               | 1931               | 1948               | 1953               | 1961               | 1971               | 1981               | 1991               | 2001               | 2011               |
| 272                | 311                | 319                | 347                | 429                | 465                | 439                | 454                | 500                | 435                | 383                | 349                | 289                | 246                | 192                | 193                |

## Nevezetességei
- Belec várának romjai a falutól egy kilométerre északra emelkedő 580 méter magas hegy fennsíkján állnak. A vár az Ivanscsica-hegység déli oldalán húzódó Lobor, Osterc, Belec, Milengrad és Grebengrad várak alkotta védelmi rendszer részét képezte. A hegy három oldalról nehezen megközelíthető, a várba eredetileg a déli védőfal közepén nyíló kapun keresztül lehetett bemenni. A 16. században a vár déli oldalát védőfallal és egy hatalmas, félkör alakú rondellával erősítették meg. Az északi oldalon állt a két emelet magas várpalota, melytől délre helyezkedtek el a gazdasági épületek. A vár a 13. század második felében épült és miután tulajdonosai felhagyták a 18. században indult pusztulásnak, azóta rom.
- A falu Szent György vértanú tiszteletére temploma a környék egyik legősibb szakrális épülete. A templomot már 1334-ben említik a Zágrábi egyházmegye statutumában. Mai megjelenése a különböző korok stílusainak kombinációja. Legrégebbi része a faragott kövekből épített román stílusú harangtorony. A Horvát Zagorje területén sehol nem találkozhatunk ehhez hasonló, román stílusú falakhoz épített gótikus templomhajóval és szentéllyel. A középkori épületbe építették kéősbb a barokk oltárt és sekrestyét. Így jött létre e vidék legszínesebb és legfestőibb szakrális épülete.